# ナルヴァ包囲戦 (1558年)
1558年のナルヴァ包囲戦（ロシア語：Осада Нарвы）は、リヴォニア戦争（1558年 - 1583年）の草創期の軍事作戦で、ダニイル・アダシェフ（Даниилом Адашевым）、アレクセイ・バスマノフ（Алексеем Басмановым）、イワン・ブトルリン（Иваном Бутурлиным）らが率いるロシア・ツァーリ国軍が、現在のエストニアにあたる都市ナルヴァを包囲したもののこと。ナルヴァの守備隊は、騎士フォクト・シュネレンベルク（Фохта Шнелленберга）の指揮下にあったとされる。なお、当時ナルヴァはルゴディフ（Ругодив）とも。

## 経過
1558年5月11日、ナルヴァでは大火が発生した。記録には「загорелося в Ругодиве и почало горети во многих местех（ルゴディフで火がつき、あちこちで燃え始めた）とあり、これに触発される形でナルヴァへの攻撃が始まったが、ナルヴァやイヴァンゴロドでは砲撃戦がこれ以前から続いていたという。守備隊の多くが消火のために城壁を離れた隙を突いてロシア軍は城門を突破して下町を占拠し、テッラ・マリアナのリヴォニア騎士団軍に大きな損害を与えた。この後、ナルヴァ側は上方の城に火を放ち、その後の攻撃に備えたが、絶望的な状況を目の当たりにし、ナルヴァからの自由な退去を条件に5月中に降伏をし、住民たちは皇帝イヴァン4世に忠誠を誓ったという。年代記では、大砲230丁と大量のリスが押収されたとされる。

## 歴史的意義・その後
ナルヴァはリヴォニア戦争でロシア軍が最初に占領した主要な都市（要塞）である。ロシアはナルヴァの港を手に入れたことで、西欧と直接連絡が取れるという点で便利な軍港を手に入れた。ロシア艦隊の建造もナルヴァで始まった。造船所が設立され、ホルモゴルイやヴォログダの職人たちが働き始めたのだ。その後、17隻の船団がナルヴァ港を拠点に、ロシア勤務のために雇われたシュレースヴィヒ＝ホルシュタイン出身のカーステン・ローデの指揮のもとで活動することになった。
イヴァン4世はノヴゴロド大司教をナルヴァに派遣し、街の聖別と正教会の建設計画の指導を行うよう命じ派遣した。ナルヴァはその後しばらくロシアの支配下にあったが、1581年にポントゥス・デ・ラ・ガルディが率いるスウェーデン軍によって征服された。この年がロシアの支配下に戻るのは大北方戦争中の1704年のことである。ナルヴァの地は同戦争において1700年に大規模な戦闘が起こっている（ナルヴァの戦い）。